# Bunchosia lanieri
Bunchosia lanieri är en tvåhjärtbladig växtart som beskrevs av S. Wats.. Bunchosia lanieri ingår i släktet Bunchosia och familjen Malpighiaceae. Inga underarter finns listade i Catalogue of Life.